# Cassio Pantaleoni
Cássio Eduardo Duarte Pantaleoni é um escritor brasileiro.
Graduou-se em Filosofia e fez mestrado em Filosofia pela PUC-RS. Fundou e administrou a Editora 8Inverso de 2008 até 2014. Desenvolve carreira profissional na área de  Tecnologia da Informação desde 1983. Ganhou em 2013 o Prêmio Guavira de Literatura, oferecido pela Fundação de Cultura do Mato Grosso do Sul, com seu livro de contos A sede das pedras. Em 2015 foi selecionado como finalista do Premio Jabuti, na categoria Juvenil, com a obra O segredo do meu irmão. Em 2023 foi vencedor do Premio Jabuti, na categoria Ciências Humanas, com a obra Humanamente Digital: Inteligência Artificial centrada no Humano.

## Obras
- Os Despertos (2000) - Novela
- Ninguém disse que era assim (2002) - Novela
- Desmascarando a incompetência (2005) - Ensaio
- Histórias para quem gosta de contar histórias (2010) - Contos
- A sede das pedras (2012) - Contos
- A corda que acorda (2014) - Infantil
- O segredo do meu irmão (2014) - Infantojuvenil
- De vagar o sempre (2015) - Contos
- O homem provisório (2017) - Poesias
- Humanamente Digital (2022) - Ciências Humanas